# Skaličany

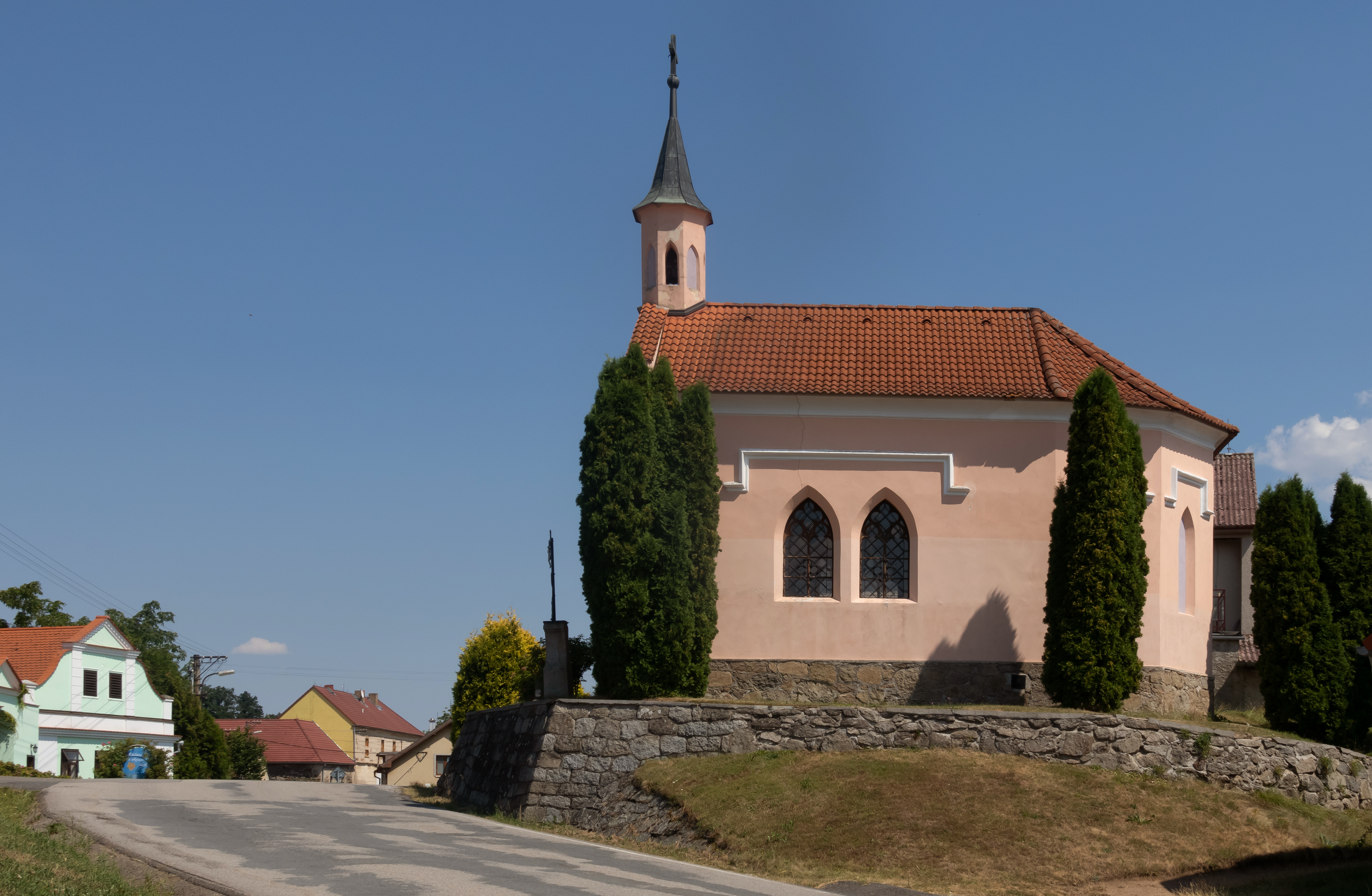
Skaličany, kaple

Skaličany jsou malá vesnice, část města Blatná v okrese Strakonice v Jihočeském kraji. Nachází se asi tři kilometry severovýchodně od Blatné. Prochází zde silnice II/175. Předsedou osadního výboru je Václav Cheníček. Poblíž obce se nalézají rybníky Závist, Pýcha (zvaný též „Pejcha“) a Dražský. Skaličany jsou také název katastrálního území o rozloze 6,73 km².
V obci je činný Sbor dobrovolných hasičů Skaličany, založený v roce 1899. V roce 2019 proběhly oslavy 120 let od založení sboru a byl vydán Almanach mapující historii sboru.[zdroj?]
V obci působí FK KOZEL Skaličany, tým původně založený jako „F“otbalový, ale vzhledem ke svým aktivitám a úspěchům v různých sportech byl název později upraven na „F“antastický klub Kozel Skaličany.[zdroj?]

## Historie
První písemná zmínka o vesnici pochází z roku 1411. Ve vesnici se nachází kaple z roku 1866.
V roce 2011 si obec připomněla výročí 600 let od první písemné zmínky. O obci vyšla při této příležitosti i obsáhlá kniha.[zdroj?]

## Obyvatelstvo
| Rok            | 1869 | 1880 | 1890 | 1900 | 1910 | 1921 | 1930 | 1950 | 1961 | 1970 | 1980 | 1991 | 2001 | 2011 | 2021 |
| -------------- | ---- | ---- | ---- | ---- | ---- | ---- | ---- | ---- | ---- | ---- | ---- | ---- | ---- | ---- | ---- |
| Počet obyvatel | 253  | 226  | 221  | 197  | 210  | 236  | 199  | 154  | 145  | 113  | 114  | 103  | 100  | 126  | 124  |
| Počet domů     | 32   | 33   | 37   | 37   | 36   | 38   | 39   | 40   | 37   | 36   | 33   | 39   | 43   | 47   | 47   |

## Obecní správa
Při sčítání lidu v letech 1850–1879 Skaličany byly osadou obce Vahlovice v okrese Blatná. V letech 1880–1973 byly samostatnou obcí, se kterým patřily nejprve do okresu Blatná, ale od roku 1960 v okrese Strakonice. Od 1. ledna 1974 jsou částí města Blatná v okrese Strakonice. V letech 1880–1964 k obci patřily Chobot 1.díl a Újezd u Skaličan.